# معركة بهبهان
معركة بهبهان هي معركة حصلت بين بنو كعب والشيابين وبين والي بهبهان الفارسي في سنة 1227 هـ، حيث قام والي بهبهان بغزوا تجمع المقدم بثلاثين ألف مقاتل. والمقدم لقب لفرع قديم من شيابين قبيلة عتيبة هاجر مع بني كعب.

## المعركة
سار والي بهبهان عام 1227 هـ، بثلاثين ألف مقاتل وكمية من المدافع وخيم في واجهة الهنذريان. وأتت عساكر بني كعب والشيابين وخيموا قرب دية الملا. ولما جاء الصباح، اصطفوا بني كعب والشيابين للقتال. قام فصيل من الشيابين يسمى قمر الحداوي بالتقدم أولاً، ومعهم سلطان حامل الراية وشيخ الشياببن وقامت بني كعب بالتقدم معه. فحدث قتال شديد بينهم وبين جيش والي بهبهان، حيث دمروا المدافع الخاصة بهم إلى أن وصلوا إلى المدفع الكبير. وقام سلطان حامل الراية بالركوب فوق المدفع الكبير، فهرب جيش والي بهبهان. بعدها نهب بني كعب والشيابين معسكرات الجيش وقتلوا كل ما تبقى منهم.